# Apollo 13
 For alternative betydninger, se Apollo 13 (flertydig). (Se også artikler, som begynder med Apollo 13)
Apollo 13 var den syvende bemandede mission i Apollo-programmet. Det skulle have været den tredje månelanding, der skulle have fundet sted i Fra Mauro højlandet. Men i stedet blev missionen berømt for den eksplosion, der skete i servicemodulet og den efterfølgende vanskelige, men succesfulde redningsmission tilbage til Jorden.

## Missionen i tal
- Affyring: 11. april 1970 kl.19:13:00 UTC
Kennedy Space Center, LC 39A
- Månepassage: (Pericynthion) 15. april 1970 kl. 00:21:00 UTC
254,3 km fra Månen, 400.171 km fra Jorden
- Landing: 17. april 1970 kl.18:07:41 UTC 21°38′S 165°22′V / 21.633°S 165.367°V, SØ for Samoa og 6,5 km fra redningsskibet USS Iwo Jima.
- Varighed: 142 timer 54 minutter 41 sekunder
- Masse: Kommandomodul 28.945 kg; Månelandingsfartøj 15.235 kg

## Besætning
- James Lovell, chefpilot
- John Swigert, kommandomodulpilot
- Fred Haise, pilot på månelanderen

## Kaldenavne
Kommandomodul: Odyssey (Odysseen)

Månelandingsfartøj: Aquarius (Vandmanden (stjernebillede))

## Eksplosionen
Mens rumskibet var på vej mod Månen, eksploderede ilttank nummer 2 i servicemodulet, da besætningen tændte for et 'piskeris', der skulle røre rundt i den flydende ilt. Eksplosionen beskadigede andre dele i servicemodulet, herunder ilttank nummer 1. Eksplosionen skyldtes at 'piskeriset' var blevet konstrueret tidligt i designfasen. Efterfølgende var den elektriske spænding i servicemodulet blevet forøget, men det var der ikke blevet taget højde for i piskeriset, og derfor smeltede det. Ilden fik trykket i tanken til at stige til mere end 7 MPa og tanken eksploderede.
Tabet af begge ilttanke betød at der ikke længere kunne produceres strøm og den planlagte månelanding måtte aflyses. I stedet skulle rumskibet blot passere rundt om Månen og vende tilbage til Jorden.
Hele verden fulgte med spænding redningsmissionen på fjernsynet, mens besætningen med assistance fra jordkontrollen kæmpede med at få lirket rumskibet tilbage til Jorden. Månelandingsfartøjet spillede en central rolle som redningsbåd. Efter eksplosionen var der kun strøm til 10 timer i kommandomodulets nødbatterier, og den skulle bruges til landingen.
Et af de største problemer var at det var bygget til at to mand kunne opholde sig i det i to dage – nu skulle tre mand opholde sig i det i fire dage. Filtrene til kultveilte kunne ikke klare den ekstra belastning og reservefiltrene i kommandomodulet havde en anden form, og kunne ikke umiddelbart anvendes. Men det lykkedes at bygge en tilkobling af forskellige stumper om bord.
For at fartøjet kunne vende tilbage til Jorden var en kursændring nødvendig. Normalt ville det nemt kunne klares med servicemodulets raketmotor, men man ville ikke risikere at bruge den, da man ikke vidste om den havde taget skade. I stedet for brugte man månelandingsfartøjets landingsmotor. Den blev ovenikøbet tændt endnu en gang for at foretage en mindre kurskorrektion, selvom den kun var bygget til at kunne tændes en gang.
Før landingen måtte besætningen afkaste såvel månelandingsfartøj som servicemodul. Først da fik de mulighed for at se den omfattende skade, som var forårsaget af eksplosionen.
Ifølge legenden skete ulykken med ilttanken d. 13. april, kl. 13:13 (Houstontid): På den efterfølgende pressekonference, begyndte Jim Lovell sin redegørelse med ordene "I am not a superstitious person...".